# Mario Merola (primo album del 1967)
Mario Merola è il primo album discografico dell'omonimo cantante pubblicato in Italia nel 1967.

## Descrizione
Contiene una raccolta di brani già pubblicati come singoli negli anni precedenti. Lo stesso anno vennero pubblicati altri tre album omonimi con la stessa copertina e con una diversa selezione di brani. Venne ristampato nel 1976.

## Tracce
1. 'O mare 'e Margellina (Aniello Califano e Rodolfo Falvo)
2. Surdate (Evemero Nardella e Libero Bovio)
3. Canzona marinaresca (Eduardo Scala e Raffaele Bossi)
4. Pusilleco addiruso (Edoardo Scala e Francesco Buongiovanni)
5. Rosa 'nfamità (R. Mallozzi, N. Gallo, R. Belluccio)
6. 'O zampugnaro
7. 'A sciurara (Vincenzo Acampora e Vincenzo de Crescenzo)
8. T'aspetto a maggio (Gennaro Scuotto, Raimondo Dura, Tonino Esposito e Vincenzo Acampora)
9. Tu stassera si' pusilleco (Enrico Buonafede e Gennaro Amato)
10. L'ultima 'nfamità (Gianni Aterrano e Raimondo Dura)
11. Carmela Spina (Giuseppe Rossetti e Raimondo Dura)
12. Legge d'onore (Nunzio Gallo, Raffaele Mallozzi e Belluccio)